# ゲノム不安定性
ゲノム不安定性または遺伝的不安定性（ゲノムふあんていせい、いでんてきふあんていせい、英: genome instability, genetic instability, genomic instability）は、特定の細胞系統のゲノムでみられる高頻度の変異を意味する。こうした変異には、核酸配列の変化、染色体再編成や異数性が含まれる。ゲノム不安定性は細菌でも生じる現象である。多細胞生物ではゲノム不安定性は発がんに中心的な役割を果たし、ヒトでは筋萎縮性側索硬化症など一部の神経変性疾患や神経筋疾患である筋強直性ジストロフィーの一因ともなっている。
ゲノム不安定性の要因は、近年になってようやく解明が始まったばかりである。DNA損傷部位や修復中のエラーを通過する際の不正確な転写は変異の原因となるため、外的要因による高頻度のDNA損傷はゲノム不安定性の一因となる。エピジェネティックな変化または変異によるDNA修復遺伝子の発現の低下も、ゲノム不安定性の要因となる可能性がある。代謝を原因とする内因性のDNA損傷も高頻度で生じている（ヒト細胞のゲノムでは平均して1日あたり60,000回以上）ため、DNA修復能力の低下はゲノム不安定性の重要な要因である可能性が高い。

## 正常なゲノムの安定性
一部の種では核型に高度な多様性がみられるものの、通常ある種（植物または動物）の個体の全ての細胞は一定数の染色体を持ち、その種の定義となる核型を構成している。ヒトでは、ゲノムのタンパク質コード領域内に生じるミスセンス変異は1世代あたり平均して0.35か所に過ぎない（すなわち1世代で変異が生じるタンパク質は1種類に満たない）。
安定した核型を持つ種でも、無作為なイベントによって正常な染色体数から変化することが観察される場合がある。他にも、構造的変化（染色体転座、欠失など）によって標準的な染色体組からの逸脱が生じることもある。こうしたケースでは、影響を受けた個体ではゲノム不安定性が生じている。ゲノム不安定性によって、細胞の染色体数が正常な染色体組よりも多くなったり少なくなったりする、異数性が生じることが多い。

## ゲノム不安定性の要因

### DNA複製の欠陥
細胞周期中では、通常はDNA複製時が最も脆弱性が高い状態となる。レプリソームは、タンパク質が結合してきつくからまったクロマチンや、一本鎖・二本鎖切断などの障害を通過する必要があり、こうした障害は複製フォークの停止を引き起こす場合がある。DNAの完全なコピーを作製するためにはレプリソーム内のタンパク質や酵素が正しく機能する必要があり、DNAポリメラーゼやリガーゼなどのタンパク質の変異は複製の欠陥や自発的な染色体交換の原因となる場合がある。停止した複製フォークや紫外線損傷による一本鎖切断に対してはATRが、二本鎖切断に対してはATMが直接応答する。これらのタンパク質はCHK1やCHK2をリン酸化して細胞をS期で停止させるシグナル伝達カスケードを開始し、DNA切断が修復されるまで複製起点の後期の発火や有糸分裂への進行を防ぐ役割を果たす。一本鎖切断は切断部まで複製が進行した後に他方の鎖にニックが入れられることで二本鎖切断となり、その後に姉妹染色分体をエラーのない鋳型として利用してBIR（break induced replication）または相同組換えによって修復される。こうしたS期チェックポイントに加えてG1期、G2期チェックポイントも存在し、紫外線などの変異原によって引き起こされる一過的なDNA損傷の監視が行われている。一例として、分裂酵母Saccharomyces pombeのrad9遺伝子は照射によって引き起こされたDNA損傷が存在する場合に細胞をS/G2期で停止させる。rad9に欠陥を有する細胞では照射後の停止が起こらないため、細胞分裂が継続されてすぐに致死的となるが、野生型rad9はS/G2期の終盤での停止を引き起こすことで細胞は生存可能となる。停止した細胞ではS/G2期の期間が長くなるため、DNA修復酵素が十分に機能することができ、生存することができるようになるのである。

### 脆弱部位
ゲノム中には、上述したチェックポイントでの停止などのDNA合成阻害後にギャップや切断が形成されやすいホットスポットが存在する。こうした部位は脆弱部位と呼ばれ、大部分の哺乳類ゲノム中に自然に存在するとともに、DNA反復配列の伸長など、変異の結果によって生じることも稀にある。こうした稀な脆弱部位は、脆弱X症候群、筋強直性ジストロフィー、フリードライヒ運動失調症、ハンチントン病などの遺伝疾患を引き起こす場合があり、こうした疾患の大部分はDNA、RNAまたはタンパク質レベルでの反復の伸長を原因とする。脆弱部位は有害であるように思われるものの、酵母や細菌まで保存されている。こうした遍在的な脆弱部位はトリヌクレオチドリピート（最も一般的なのはCGG、CAG、GAA、GCNのリピート）によって特徴づけられる。トリヌクレオチドリピートはヘアピン構造を形成し、複製を困難にする。複製装置の欠陥やDNA損傷などの複製ストレス条件下では、こうした脆弱部位にDNA切断やギャップが形成される。こうした部位では、修復のために無傷な姉妹染色分体が利用される場合でも、n番目とn+1番目のリピートでは周囲のDNA情報がほぼ同じであるために確実なバックアップとはならず、コピー数の変動が生じる。例えば、16番目のCGGが姉妹染色分体の13番目のCGGにマッピングされる可能性があり（周囲のDNAはどちらも...CGGCGGCGG...であるため）、こうしたマッピングが行われると最終的なDNA配列には3コピー余分なCGGが追加されることとなる。

### 転写関連不安定性
大腸菌Escherichia coliと分裂酵母Schizosaccharomyces pombeの双方で、転写部位では組換え率と変異率が高くなる傾向が観察されている。コーディング鎖または非転写鎖は、鋳型鎖と比較してより多くの変異が蓄積する。これはコーディング鎖は転写時に一本鎖となるためであり、この状態は二本鎖DNAよりも化学的に不安定である。転写伸長時には、伸長中のRNAポリメラーゼの後方では超らせんが形成され、一本鎖切断が形成される場合がある。また、一本鎖となったコーディング鎖は、自身と対合して複製に支障をきたす二次構造を形成する場合もある。大腸菌では、フリードライヒ運動失調症でみられるようなGAAトリプレットの転写の際には、RNAと鋳型鎖の間でミスマッチループが形成され、コーディング鎖内の相補的断片がループを形成することで複製が妨げられる。さらに、DNAの複製とDNAの転写は時間的に独立して行われるわけではないため、両者が同時に行われることで複製フォークとRNAポリメラーゼ複合体との衝突が生じる場合がある。出芽酵母Saccharomyces cerevisiaeでは、Rrm3ヘリカーゼは酵母ゲノム中の高度転写遺伝子に位置し、停止した複製フォークを安定化するためにリクルートされる。このことは、転写は複製の障害であり、巻き戻された複製フォークと転写開始点との間の短い距離に位置するクロマチンでストレスが増大して一本鎖DNA切断が引き起こされる可能性があることを示唆している。酵母では、タンパク質が転写単位の3'側に位置して障壁となり、DNA複製フォークがさらに進行することを防いでいる。

### 遺伝的多様性の増大
ゲノムのいくつかの領域では、多様性が生じることが生存に必要不可欠である。そうした部位の1つが免疫グロブリン遺伝子である。プレB細胞では、この領域は全てのV、D、J断片から構成されている。B細胞の発生時に特定のV、D、J断片が選択されて最終的な遺伝子が形成される。この反応（VDJ組換え）はRAG1、RAG2リコンビナーゼによって触媒される。その後、活性化誘導シチジンデアミナーゼ（AID）によってシチジンがウラシルに変換される。通常ウラシルはDNA中には存在しないため、塩基は除去され、そしてニックが二本鎖切断に変換され、非相同末端結合（NHEJ）によって修復される。この過程は非常にエラーが入りやすく、体細胞超変異がもたらされる。このゲノム不安定性は、哺乳類の感染防御を保証するために重要である。VDJ組換えによって数百万種類のB細胞受容体の産生が保証され、NHEJによるランダムな修復によって、より高い親和性で抗原に結合する受容体の形成を可能にする多様性がもたらされる。

## 神経疾患および神経筋疾患
約200種類の神経疾患・神経筋疾患のうち、15種類の疾患でDNA修復経路のいずれかの先天的または後天的欠陥、もしくは遺伝毒性を持つ過剰な酸化ストレスとの明確な関連が示されている。そのうち5疾患（色素性乾皮症、コケイン症候群、硫黄欠乏性毛髪発育異常症、ダウン症候群、AAA症候群）はDNAヌクレオチド除去修復経路の欠陥と関係しており、6疾患（軸索型ニューロパチーを伴う脊髄小脳失調症 [SCAN1]、ハンチントン病、アルツハイマー病、パーキンソン病、ダウン症候群、筋萎縮性側索硬化症）は酸化ストレスの増加を原因とし、その結果生じるDNA損傷を処理する塩基除去修復経路の機能不全が生じているようである。4疾患（ハンチントン病、各種脊髄小脳失調症、フリードライヒ運動失調症、筋強直性ジストロフィー1型および2型）ではDNAの反復配列の異常な伸長が生じていることが多く、ゲノム不安定性を原因としていると考えられる。4疾患（毛細血管拡張性運動失調症、毛細血管拡張性運動失調様症候群、ナイミーヘン染色体不安定症候群、アルツハイマー病）では、DNA二本鎖切断修復に関与する遺伝子に欠陥が生じている。全体として、酸化ストレスは脳内でのゲノム不安定性の主要因となっているようである。通常時に酸化ストレスを防いでいる経路、もしくは酸化ストレスによって引き起こされた損傷を修復するDNA修復経路に欠陥が生じた際に、特定の神経疾患が引き起こされる。

## がん
がんにおいて、ゲノム不安定性は形質転換に先立って生じる場合も、その結果として生じる場合もある。ゲノム不安定性は、DNAや染色体の余剰コピーの蓄積や染色体転座、染色体逆位、染色体欠失、DNAの一本鎖切断や二本鎖切断、DNA二重らせんへの外来物質のインターカレーション、その他DNAの喪失や誤った遺伝子発現をもたらすようなDNA三次構造の異常な変化を指す。ゲノム不安定性や異数性はがん細胞では一般的な現象であり、その特徴であると考えられている。こうしたイベントは予測不可能であり、腫瘍細胞で観察される不均一性に寄与する主要な因子でもある。
散発性がん（家族性以外のもの）はいくつかの遺伝的エラーの蓄積によって生じるという考えが現在受け入れられている。乳がんや結腸がんではタンパク質を変化させる変異が平均して60から70か所生じており、そのうち3種類から4種類が「ドライバー」変異であり、残りは「パッセンジャー」変異である可能性がある。変異率を高めるような遺伝的変異またはエピジェネティックな変化は新たな変異を獲得する可能性を高め、その後の腫瘍発生の可能性を高める。腫瘍形成の過程では、二倍体細胞はゲノムの完全性の維持を担う遺伝子（ケアテイカー遺伝子）や細胞増殖を直接制御する遺伝子（ゲートキーパー遺伝子）に変異が生じることが知られている。遺伝的不安定性はDNA修復の欠如や染色体の喪失または獲得、大規模な染色体再編成を原因として生じる。遺伝的安定性の喪失は環境によって選択されうる変異体の発生を促進し、腫瘍の発生に有利となる。
腫瘍微小環境はDNA修復経路に阻害的な影響を与えてゲノムの不安定化に寄与し、腫瘍の生存、増殖、悪性化を促進する。

### がん以外での変異頻度の低さ
ヒトゲノム中のタンパク質コード領域は、まとめてエクソームと呼ばれるが、全のゲノムのわずか1.5%を占めるに過ぎない。上述したように、ヒトでは1世代でエクソームに生じる変異は平均して0.35か所に過ぎず、全ゲノム（非タンパク質コード領域を含む）でも約70か所である。

### がんでみられる変異の原因
がんにおける変異の根底にある主要因はDNA損傷である可能性が高い。一例として肺がんの場合、タバコの煙に含まれる外因性の遺伝毒性物質（アクロレイン、ホルムアルデヒド、アクリロニトリル、1,3-ブタジエン、アセトアルデヒド、エチレンオキシド、イソプレンなど）によってDNA損傷が引き起こされる。内因性（代謝によって引き起こされる）のDNA損傷も高頻度で生じ、ヒト細胞のゲノムでは1日当たり平均して60,000回以上の損傷が生じている。外因性または内因性の損傷は不正確な損傷乗り越え合成（translesion synthesis）や不正確なDNA修復（NHEJなど）によって変異に変換される可能性がある。さらに、DNA損傷はDNA修復時にエピジェネティックな変化を生じさせる場合もある。変異とエピジェネティックな変化（エピ変異）の双方ががんへの進行に寄与する可能性がある。

### がんでみられる高頻度変異
上述したように、がんでは3種類から4種類のドライバー変異と約60種類のパッセンジャー変異がエクソーム中に生じている。DNAの非コード領域にはそれよりもかなり多くの変異が生じている。乳がんにおける全ゲノム中のDNA配列の変異の平均数は約20,000か所である。平均的なメラノーマ組織試料（メラノーマはより高頻度でエクソーム変異が生じる）では、DNA配列中の変異の総数は約80,000である。

### がんでみられる高頻度変異の原因
がんで全ゲノム中の高頻度の変異がみられることは、多くの場合にDNA修復の欠陥が初期の発がん性変化の原因となっている可能性を示唆している。DNAミスマッチ修復や相同組換え修復に欠陥を有する細胞では、変異率は大きく上昇する（時には100倍にまで達する）。また、DNA修復遺伝子BLMに欠陥を有するヒトでは染色体再編成や異数性が増加する。
DNA修復の欠陥はDNA損傷の蓄積をもたらし、エラーが生じやすい損傷乗り越え合成がこうした損傷の一部を通過することで変異が生じる可能性がある。さらに、蓄積したDNA損傷の修復が不完全な場合にはエピ変異も生じる可能性がある。DNA修復遺伝子の変異やエピ変異はそれ自体が選択的利点をもたらすものではないが、細胞が増殖上の利点をもたらすような変異やエピ変異をさらに獲得した場合には、こうした修復の欠陥が保持されることがある。こうした細胞は増殖上の利点とDNA修復の欠陥（非常に高い突然変異率を引き起こす）を共に持つため、がんで高頻度でみられるような全ゲノム中で20,000から80,000もの変異を生じさせる可能性が高い。

### がんでみられるDNA修復の欠陥
体細胞では、DNA修復の欠陥はDNA修復遺伝子の変異によって生じることもあるが、エピジェネティックな要因によるDNA修復遺伝子の発現の低下が原因となっていることの方がはるかに多い。113種類の大腸がん試料のうち、DNA修復遺伝子MGMTに体細胞ミスセンス変異が生じているものはわずかに4試料のみであり、大部分ではMGMTの発現の低下はプロモーター領域のメチル化によるものである。
同様に、ミスマッチ修復の欠陥がありDNA修復遺伝子PMS2の発現を欠くと分類された大腸がん119症例のうち、PMS2遺伝子の変異によってPMS2タンパク質が欠乏しているものは6症例であり、103症例ではその結合パートナーであるMLH1のプロモーター領域のメチル化による抑制がPMS2の発現欠乏の原因であった（PMS2タンパク質はMLH1不在下では不安定である）。その他の10症例におけるPMS2の発現の喪失は、MLH1をダウンレギュレーションするmiRNAであるmiR-155のエピジェネティックな過剰発現によるものである可能性が高い。また結腸がんでは、調査された49試料の大部分でERCC1、XPF（ERCC4）、PMS2のうちの2つまたは3つのエピジェネティックな欠乏が同時に生じていることが見出されている。

### ゲノム不安定性の結果としてのリンパ腫
通常、がんはがん抑制遺伝子の破壊またはがん遺伝子の調節異常によって引き起こされる。B細胞で発生時にDNA切断が生じることは、リンパ腫のゲノムに関する洞察をもたらす。リンパ腫の多くは染色体転座によって引き起こされ、DNA切断が生じて不適切な再結合が行われることを原因とする。バーキットリンパ腫では、転写因子c-mycをコードするがん遺伝子が免疫グロブリン遺伝子のプロモーター直下に転座することで、c-mycによる転写の調節異常が生じる。免疫グロブリンはリンパ球に必要不可欠であり、抗原検出のために高度に発現している。そのため、免疫グロブリンプロモーター直下に転座したc-myc遺伝子も高度に発現することとなり、細胞増殖に関与するc-myc標的遺伝子の転写が強力に誘導される。マントル細胞リンパ腫は、サイクリンD1遺伝子の免疫グロブリン遺伝子座への融合によって特徴づけられる。サイクリンD1はがん抑制因子Rbを阻害し、腫瘍形成をもたらす。濾胞性リンパ腫は免疫グロブリンプロモーターのBCL2遺伝子への転座を原因とし、アポトーシスを阻害するBcl-2タンパク質が高レベルで産生される。DNAを損傷したB細胞でもアポトーシスが起こらなくなるため、ドライバー遺伝子に影響を与えうる変異がさらに蓄積し、腫瘍形成が引き起こされる。がん遺伝子の転座の位置はAIDの標的領域と構造的性質が共通しており、がん遺伝子はAIDの標的となっている可能性があること、そして生じた二本鎖切断がNHEJ修復を介して免疫グロブリン遺伝子座に転座していることが示唆される。